# Свято-Никольский храм (Мерано)
Свя́то-Нико́льский храм (итал. Chiesa russo-ortodossa di San Nicola) — храм Русской православной церкви, расположенный в Мерано, Италия.

## История

### Создание общины
Южно-тирольский курорт Меран (по-итальянски Мерано), с середины XIX века, когда он входил в состав Австро-Венгрии, привлекал своим мягким климатом, красотой пейзажа, величием Альп, а главное — целебным для лёгочных больных сухим горным воздухом. Тут также была целебная вода со слабой радиоактивностью, полезная при заболеваниях опорно-двигательной системы. Кроме того, больных лечили виноградом, кумысом и сывороткой. Русские курортники начали приезжать в Меран на лечение, по-видимому, в начале 1870-х годов.
В 1875 году здесь было учреждено частное Благотворительное общество русских жителей Мерано («Русский комитет»), которое существовало на пожертвования его членов. Целью общества была помощь больным и нуждающимся соотечественникам, желавшим пройти курс лечения в Южном Тироле. В середине 70-х годов в зимний сезон сюда приезжали уже более тысячи человек. По количеству отдыхающих здесь русская колония вышла на третье место. Курортное управление Мерано, учитывая большое число гостей из России, помогло в организации православных богослужений.
В 1884 году Комитет, с русским врачом Михаилом фон Мессингом во главе, обратился за разрешением к митрополиту Санкт-Петербургскому Исидору (Никольскому) (в ведении митрополитов Санкт-Петербургских находились зарубежные русские храмы). В обращении к митрополиту говорилось: «число русских, прибывающих на лечение, все увеличивается и достигло 400», а также сообщалось, что на основание православного храма уже получено дозволение от Австрийского правительства. Это было важным обстоятельством, так как строительство православного храма могло бы вызвать негативную реакцию в традиционно католическом краю.
Святейший Синод прежде, чем представить все дело митрополиту, обратился к российскому послу в Вене, князю А. Лобанову-Ростовскому. Таковой была обычная практика Синода: прежде чем начинать какое-либо зарубежное дело, зондировалась, с помощью МИДа, почва, и определялась разумность и полезность того или иного проекта.
Посла обеспокоила, прежде всего, экономическая сторона дела. Он справедливо опасался, что меранцы начнут просить средств у МИДа, пытаясь представить свой частный проект как государственно важное дело. Этого в Вене старались всячески избежать, так как и в столице Австрии существовал посольский храм, требовавший со стороны МИДа больших расходов. Средства на новый храм собирались по подписке ещё раньше, с 1880 года, и поэтому Комитет сумел убедить русских дипломатов в своей экономической независимости.
Начиная с зимнего сезона 1884—1885 годы по количеству отдыхающих они вышли на третье место — было зарегистрировано 1023 российских подданных.

### Дореволюционный приход
Благословение митрополита Исидора было получено, и 9 (21) декабря 1884 года в Мерано была освящена церковь во имя Николая Чудотворца, размещенная первоначально в наемном помещении, на вилле Стефани. В том же году в наёмном доме была организована и освящена в честь Николая Чудотворца первая русская православная церковь в Мерано. Почётной попечительницей храма стала Великая княгиня Екатерина Михайловна. Настоятелем церкви был настоятель храма святой Александра в Ирёме протоиерей Феофил Кардасевич.
Сооружение Русского Дома им. Бородиной началось в 1895 году и закончилось в 1897 году. Никольскую церковь разместили в верхнем этаже двухэтажного флигеля, увенчав её куполом русской формы и «русским» крестом.
Когда строительство закончилось, общину в Мерано отделили от Ирома, поручив освящение храма протоиерею Александру Николаевскому из Вены, которому он был передан как приписной. 3 (15) декабря 1897 года, накануне престольного праздника, дня святителя Николая, состоялось торжественное освящение храма, на которое съехались русские со всех соседних курортов Тироля. Кроме того, присутствовало немало иноверцев, в том числе — представители местных властей: начальник округа, управитель курорта, бургомистр, командующий местным гарнизоном и другие.
В 1898 году Святейший Синод утвердил «при Никольской православной русской церкви в Меране должностей священника и псаломщика».
Осенью 1914 года Меран в связи с начавшейся войной для России уже был закрыт, а русский Дом опустел.

### 1920—1980-е годы
В 1918 году Мерано вместе со всем Южным Тиролем отошло к Италии, а вскоре здесь уже были русские эмигранты.
В 1920-е годы Русский дом был приютом для беженцев из России. Однако в 1970—1980-е годы Русское общество помощи больным в Мерано, преобразованное ранее в 1940-х годах в фонд Бородиной, фактически прекратило свою деятельность.
В 1920—1970-е годы приход храма подчинялся Западноевропейскому экзархату Константинопольской патриархии. С 1920-х годов Никольскую церковь окормляли священники, приезжавшие из Флоренции (Иоанн Лелюхин, Иоанн Куракин), с 1950-го — из Милана (протоиерей Аполлон Сморжевский), а с 1967-го — из Ниццы (протоиерей Иоанн Янкин).
В 1973 году Русский дом из-за «обмена с доплатой» перешёл в частные руки, и немногих русских жильцов перевели в другое, более скромное здание. Новый владелец открыл пансион и ресторан «Царенбруннен» для пожилых людей, но дело не пошло, и в 1985 году он объявил себя банкротом. В результате храм со всем содержимым был выставлен на аукцион, где его приобрёл Меранский муниципалитет. Городская администрация заботилась о русской церкви, поддерживая здание в надлежащем виде.
Когда строение отошло городу, храм был закрыт, и службы проходили в частной квартире. Оставшаяся небольшая часть прихожан (5 человек) сменила юрисдикцию и перешла в РПЦЗ. Служить стали священники из Рима (протоиерей Виктор Ильенко) и Болоньи (иеромонах Марк (Давитти)). В 1991 году община перешла из РПЦЗ в Западноевропейский экзархат, и раз в год её снова навещал протоиерей Иоанн Янкин. В 1995 году скончалась долголетняя староста церкви Вера фон Стуре, после чего община распалась.

### Новейшая история
9 июня 1991 года после долгого перерыва в Никольском храме состоялось православное богослужение. Богослужения после этого возобновились, но совершались очень редко — 1-2 раза в год. После завершения ремонта храма в 1997 году службы проходили 2-3 раза в год, служились панихиды на могилах православных, похороненных в Мерано и Больцано. В связи с тем, что недвижимость находилась в государственной собственности, приход вынужден был ежегодно согласовывать график богослужений с городскими властями.
18 сентября 1999 года храм в ходе своего визита в Италию посетил митрополит Смоленский и Калининградский Кирилл (Гундяев). Приход с этого времени окормлялся священниками Московского патриархата: в 2000 году было совершено всего пять богослужений, в 2001-м — семь.
В 2002 году в Мерано была зарегистрирована православная община Московского патриархата. В том же году иеромонах Арсений (Соколов) совершил первое пасхальное богослужение. С этого времени для совершения богослужений в храме два раза в год приезжали священнослужители из Рима.
В 2004 году окормлять меранский приход был определён протоиерей Борис Развеев из Вероны. С 2005 года число богослужений в храме было увеличено. 23 мая 2006 года по благословению митрополита Смоленского и Калининградского Кирилла духовно окормлять Меранскую общину был назначен иеромонах Алексий (Никоноров). С этого времени богослужения в приходе стали совершаться регулярно, в каждые первый и третий воскресный день месяца.
5—7 декабря 2007 года по благословению патриарха Московского и всея Руси Алексия II в Мерано прошли празднования 110-летнего юбилея со дня основания православного прихода.
В июне 2009 года по инициативе автономной провинции Больцано, Центра национальной славы и Фонда Андрея Первозванного при личной поддержке губернатора провинции Луиса Дурнвальдера и председателя попечительского совета центра и фонда Владимира Якунина был учреждён «Центр по развитию отношений между провинцией Больцано и Россией имени Надежды Бородиной», который стал добиваться передачи ему здания, в котором расположен храм.
В 2011 году в воскресные дни в храме собирались более 40 прихожан (русские, украинцы, молдаване, также сербы, македонцы и несколько итальянцев). При этом всего в провинции Больцано проживало более 1,5 тысячи официально зарегистрированных носителей русского языка.
31 марта 2017 года в Больцано, столице области Альто-Адидже, состоялась церемония подписания соглашения между провинцией Больцано, в собственности которой находится храм, и администрацией приходов Московского патриархата в Италии о передаче храма святителя и чудотворца Николая в Мерано в безвозмездное пользование Русской православной церкви. Со стороны Московского патриархата документ подписал управляющий Италийскими приходами епископ Богородский Антоний (Севрюк). Согласно договору, Свято-Николаевский приход получил свободу в организации богослужебной деятельности и право постоянного пользования храмом.

## Интерьер
В притворе храма вывешено большое полотно неизвестного московского художника «Проповедь Христа перед народом» (1880-е). Здесь же находятся два витража местных тирольских мастеров с изображением евангелистов. Над дверью, ведущей из притвора, помещена картина «Тайная вечеря» того же московского художника необычной треугольной формы.
Средняя часть церкви хорошо освещена боковыми окнами, причём окно-дверь справа выводит на церковную террасу. На правом клиросе расположен высокий киот с образом Николая Чудотворца. Левый клирос оформлен киотом с образом святого великомученика Пантелеимона Целителя.
Иконостас вырезан из дуба, отдельные его фрагменты позолочены. В иконостасе есть некоторое отступление от традиций — на южной двери помещён образ святого благоверного князя Александра Невского, поскольку он являлся небесным покровителем императора Александра III, в царствование которого строился Русский дом в Мерано.